# Ле Гро, Пьер (младший)
Пьер Ле Гро, Легро, в литературе называемый Младший (фр. Pierre Le Gros le jeune; 12 апреля 1666, Париж, Королевство Франция — 3 мая 1719, Рим, Папская область) — французский скульптор эпохи барокко, многие годы живший и работавший в Риме.

## Жизнь и творчество
Пьер Ле Гро родился в Париже в семье бывшего придворного скульптора короля Людовика XIV Пьера Ле Гро Старшего. Оба дяди Пьера по матери — братья Гаспар и Бальтазар Марси — также были скульпторами. Ваянию мальчик учился у своего отца, рисунку — у деда, выдающегося архитектора-декоратора, рисовальщика-орнаменталиста и гравёра Жана Лепотра. В юности участвовал в конкурсах парижской Королевской академии живописи и скульптуры. В 1685 году получил третий приз по рисунку, в 1686 — первый приз по скульптуре, и соответственно — Римскую премию для поездки и обучения в Италии. В 1690 году Ле Гро Младший поступил во Французскую академию в Риме. Вскоре после этого создал из мрамора копию античной статуи «Ветурия». Ныне эта скульптура Ле Гро Младшего выставлена в парке Тюильри и является единственным из его произведений, находящимся в Париже.
В Риме Ле Гро Младший испытал значительное влияние искусства римского барокко в лице его гения Джованни Лоренцо Бернини и в последующие годы работал под воздействием произведений его школы . В 1695—1697 годах Ле Гро участвовал в конкурсе, организованного Орденом иезуитов для украшения главной церкви иезуитов в Риме Сант-Иньяцио и возведения величественного алтаря над захоронением святого Игнатия Лойолы, основателя ордена. По итогам конкурса скульптор получил заказ на создание аллегорической группы «Религия изгоняет Ересь» и алтарной статуи из серебра самого Святого Игнатия в церкви Иль-Джезу. Для выполнения этих заказов Ле Гро покинул Французскую академию и устроил мастерскую в римском Палаццо Фарнезе. Одновременно он работал, также по заказу иезуитов, над алтарём св. Луиджи Гонзага, добившись в этой работе выразительного пластического единства рельефов и статуи. По заказу доминиканского ордена в 1698 году Ле Гро изготовил роскошный саркофаг папы Пия V в церкви Санта-Мария-Маджоре.
В 1700 году Пьер Ле Гро Младший стал членом римской Академии Святого Луки. В 1702 году созданная им статуя Святого Доминика была установлена в хоре собора Святого Петра (в 1706 году заменена на мраморную копию его же работы). В 1703—1712 годах Ле Гро создал фигуры двух апостолов для базилики Сан-Джованни-ин-Латерано. В результате совместной работы со своим другом, архитектором Филиппо Юваррой в 1708—1710 годах была создана алтарная композиция капеллы Антамори в римской церкви Сан-Джироламо делла Карита с «витающей» в воздухе скульптурой святого Филиппо Нери.
В 1713 году Пьер Легро Младший был назначен советником комиссии по оформлению капеллы Святого Станислава Костки в церкви Сант-Андреа-аль-Квиринале. В 1714 году в Париже скончался отец скульптора, и он сам тяжело заболел (камни в жёлчном пузыре). На следующий год, немного поправившись, Ле Гро Младший переехал в Париж. Скульптор рассчитывал остаться навсегда в родном городе, однако враждебное отношение к нему со стороны его коллег по французской Королевской академии заставило его вскоре вернуться в Рим.
В 1716 году комиссия по оформлению Латеранской базилики вынесла решение, что последние четыре статуи апостолов будет выполнять Камилло Рускони с помощниками, при этом интересы Ле Гро и других скульпторов не были учтены. В результате их протестов, обращённых к Академии Святого Луки, принявшей сторону Рускони, Ле Гро был исключён из Академии. Так как Академия контролировала распределение заказов в Риме и Папской области — и не в пользу опального скульптора — последний получал скромные заказы при помощи своего друга Юварры, придворного архитектора герцога Савойского (две скульптуры на фасадах зданий в Турине).
Пьер Ле Гро Младший скончался от воспаления лёгких в возрасте пятидесяти трёх лет. В 1725 году, посмертно, он был восстановлен в звании академика Святого Луки.
Брат скульптора — Жан Ле Гро был живописцем-портретистом.

## Галерея

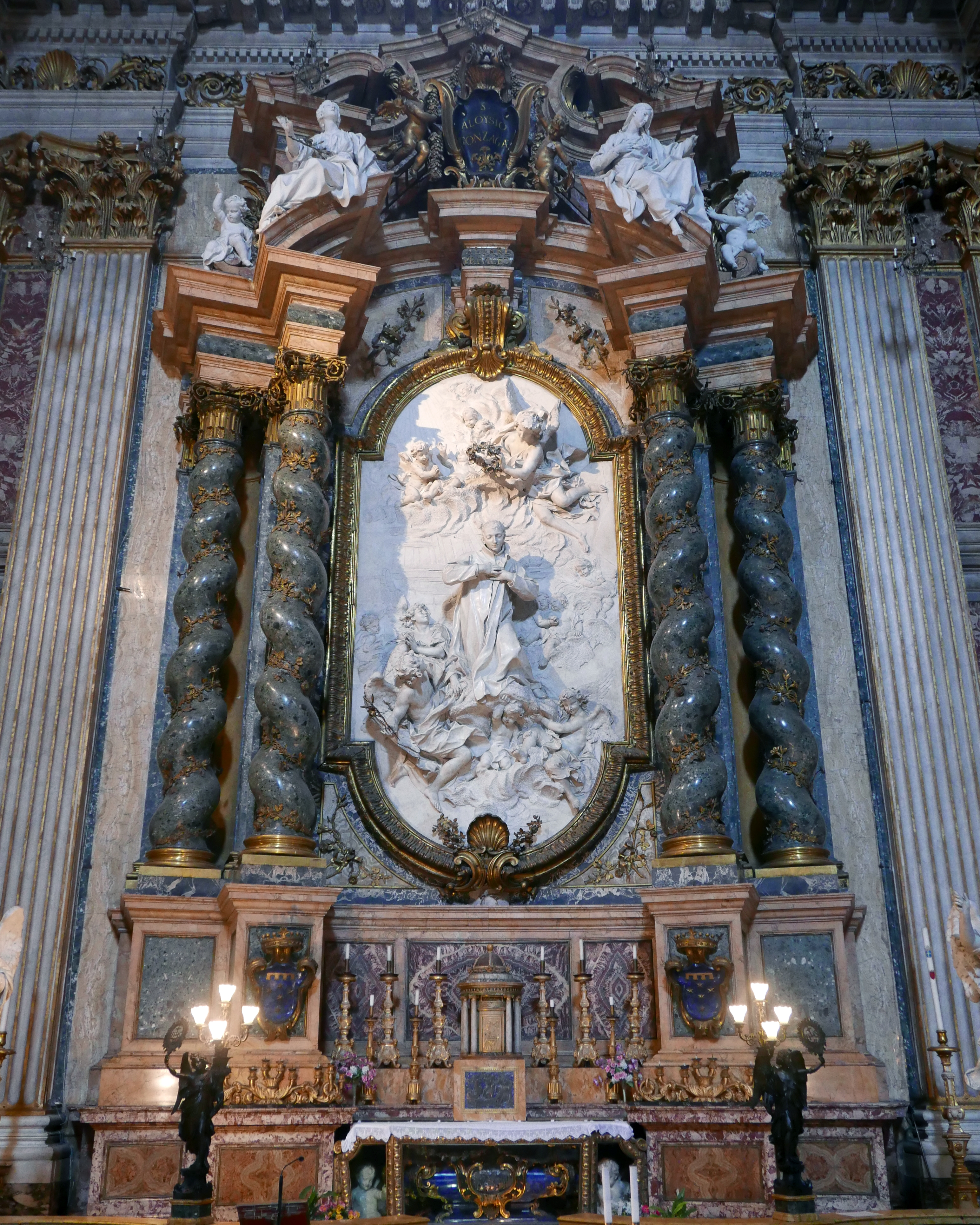
Алтарь Святого Луиджи Гонзага. 1697—1699. Церковь Сант-Иньяцио, Рим
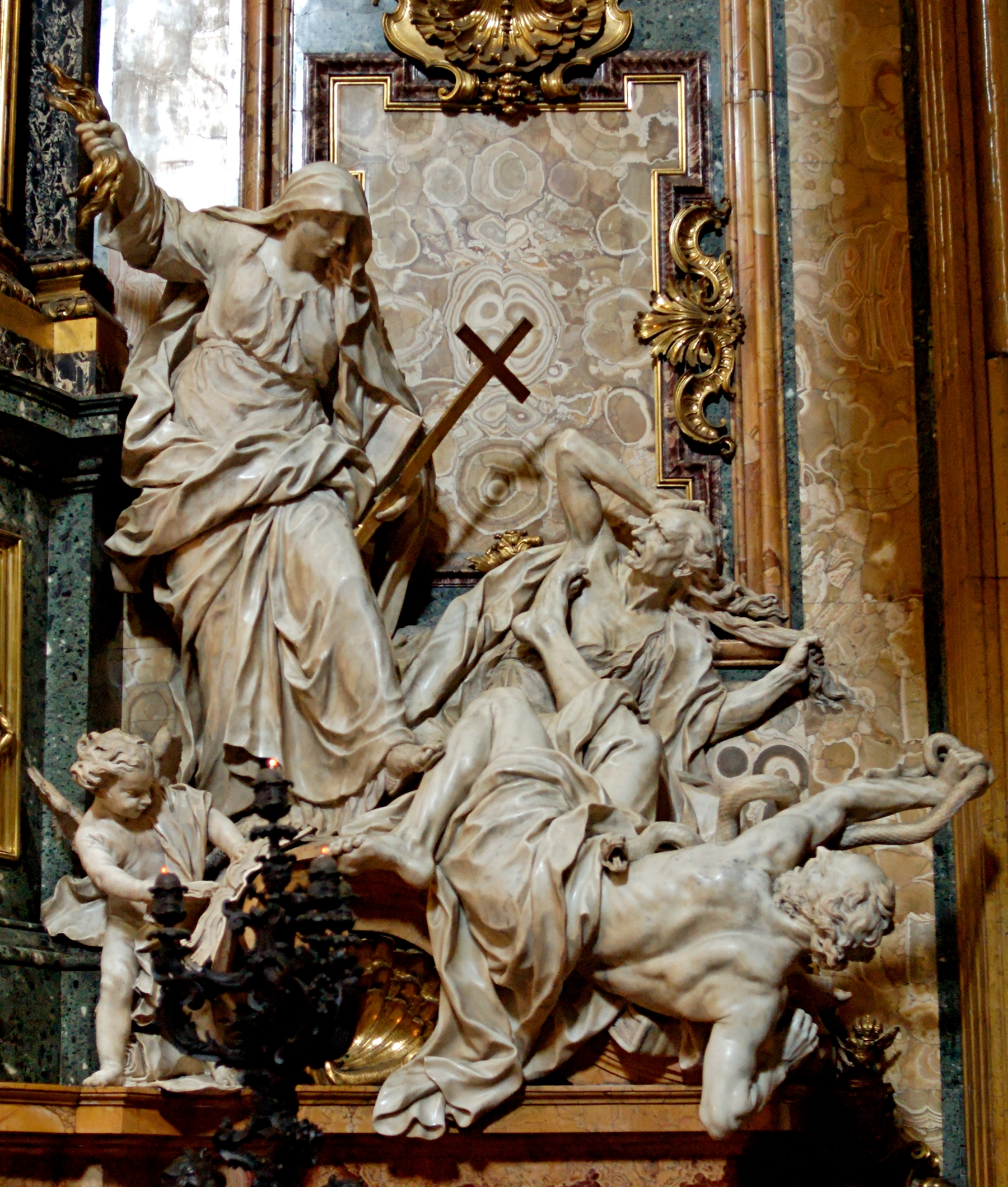
Религия изгоняет Ересь. 1695—1698. Церковь Иль-Джезу. Капелла Святого Игнатия, Рим
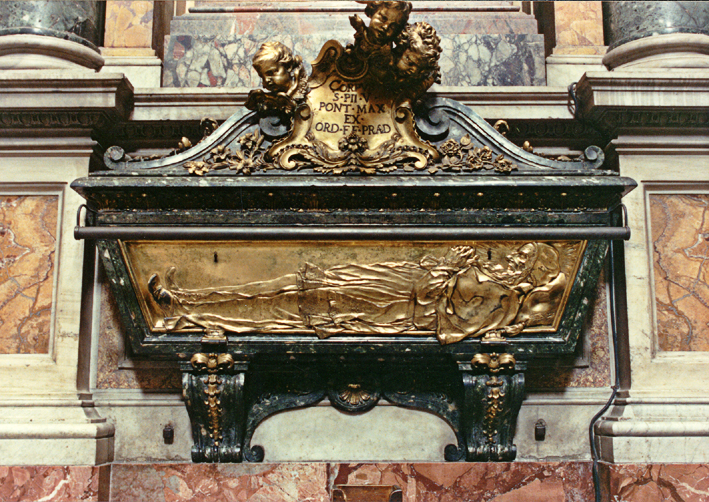
Саркофаг папы Пия V. 1697—1698. Церковь Санта-Мария-Маджоре, Рим
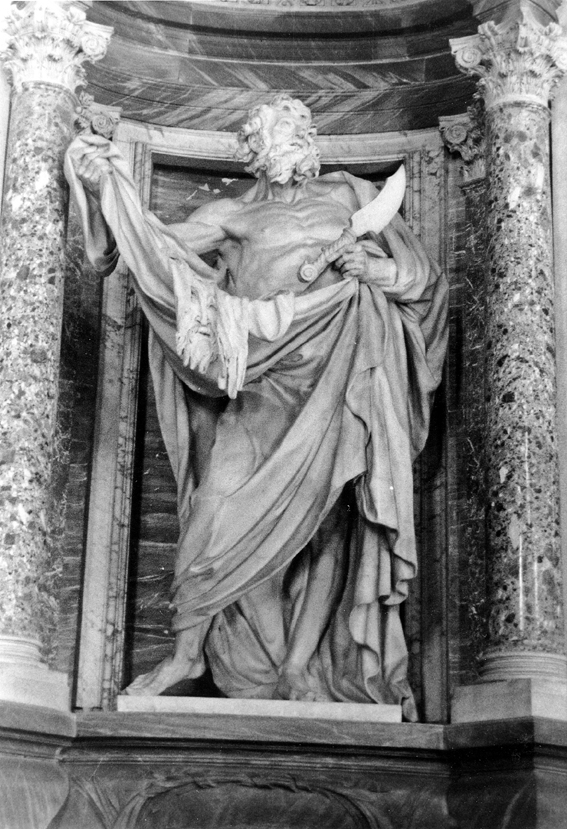
Апостол Варфоломей. 1703—1712. Базилика Сан-Джованни-ин-Латерано, Рим
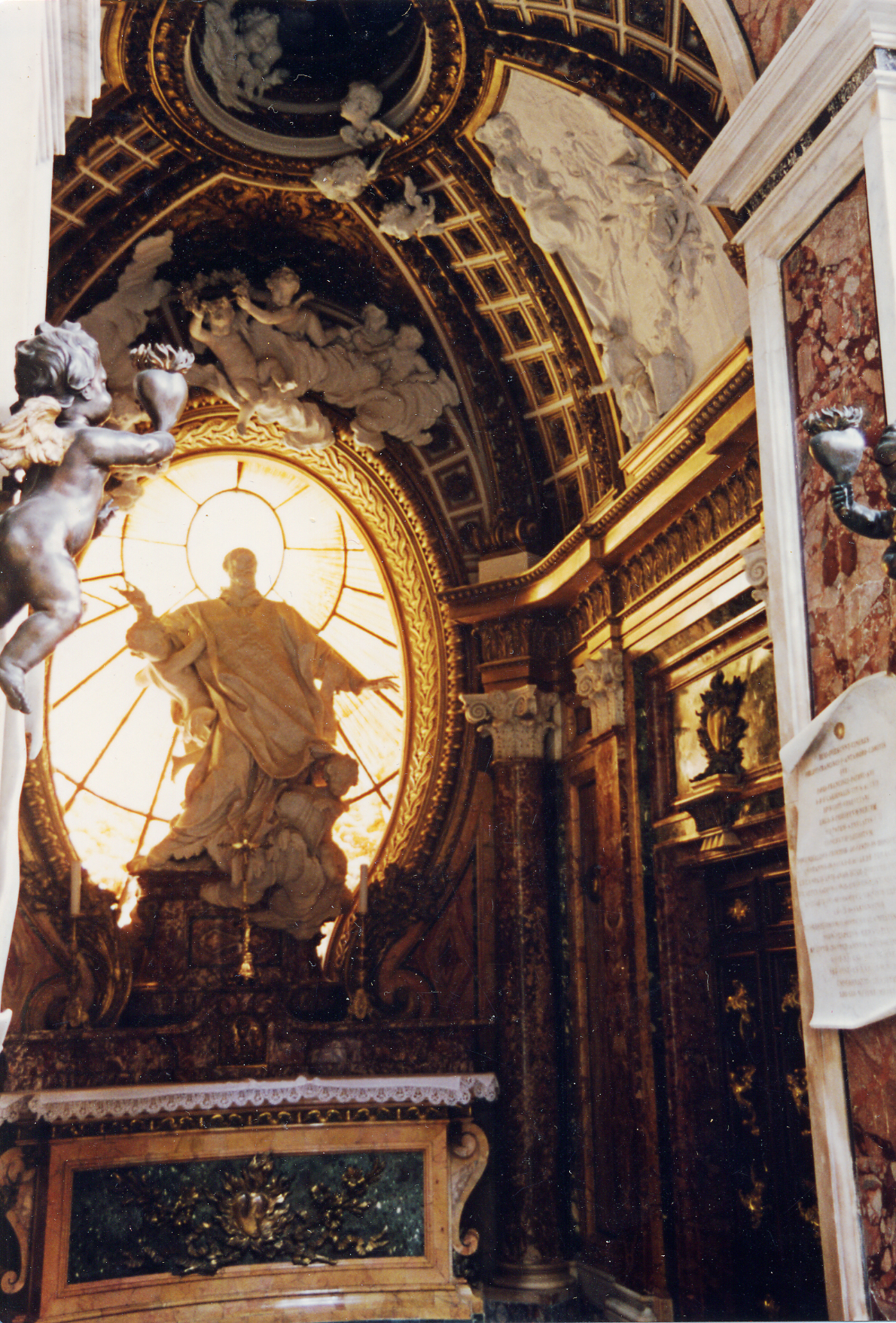
Капелла Артамори. Архитектор Ф. Юварра. 1708—1710. Церковь Сан-Джироламо делла Карита, Рим
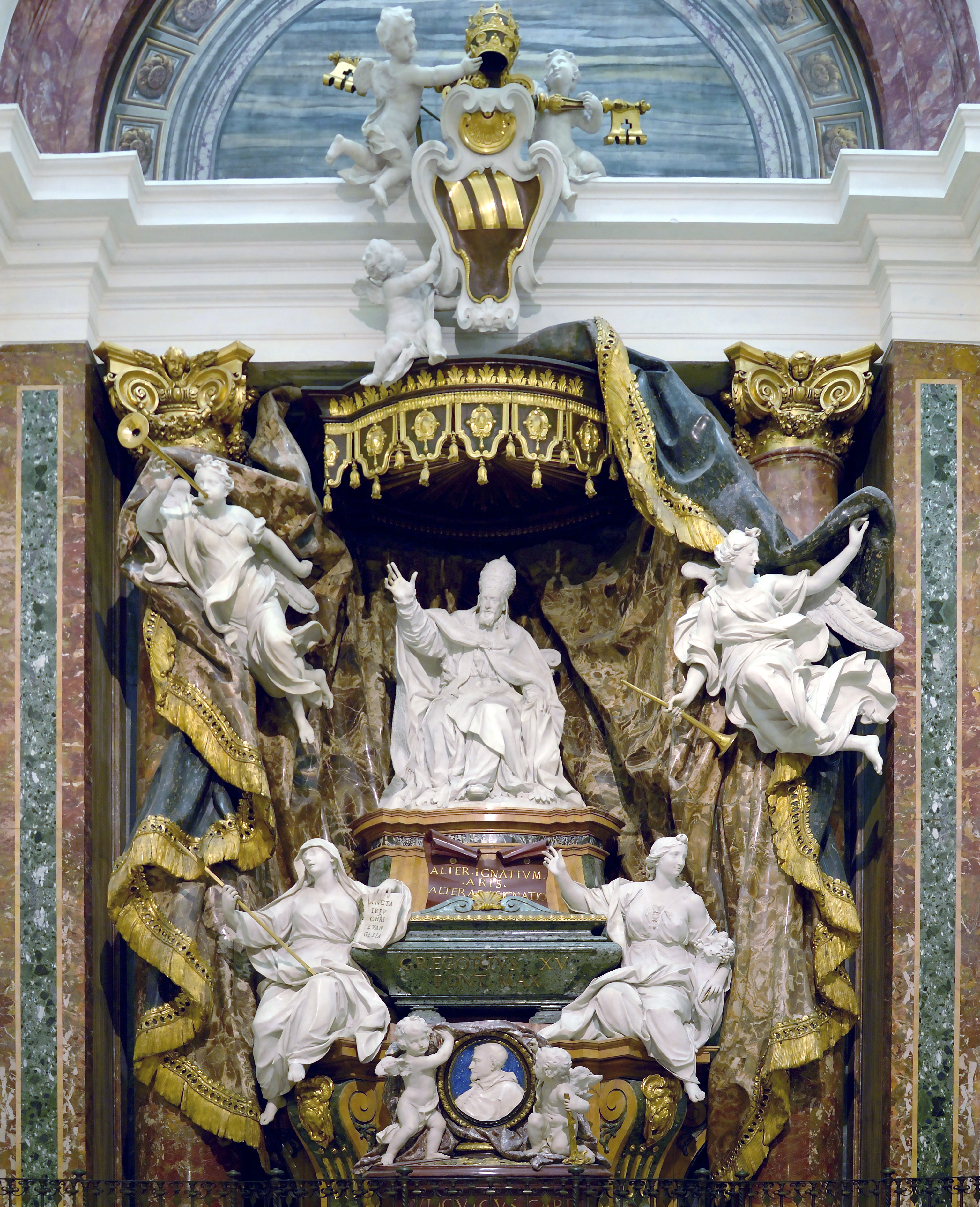
Надгробие папы Григория XV и кардинала Лудовико Людовизи. 1709—1714. Церковь Сант-Иньяцио, Рим
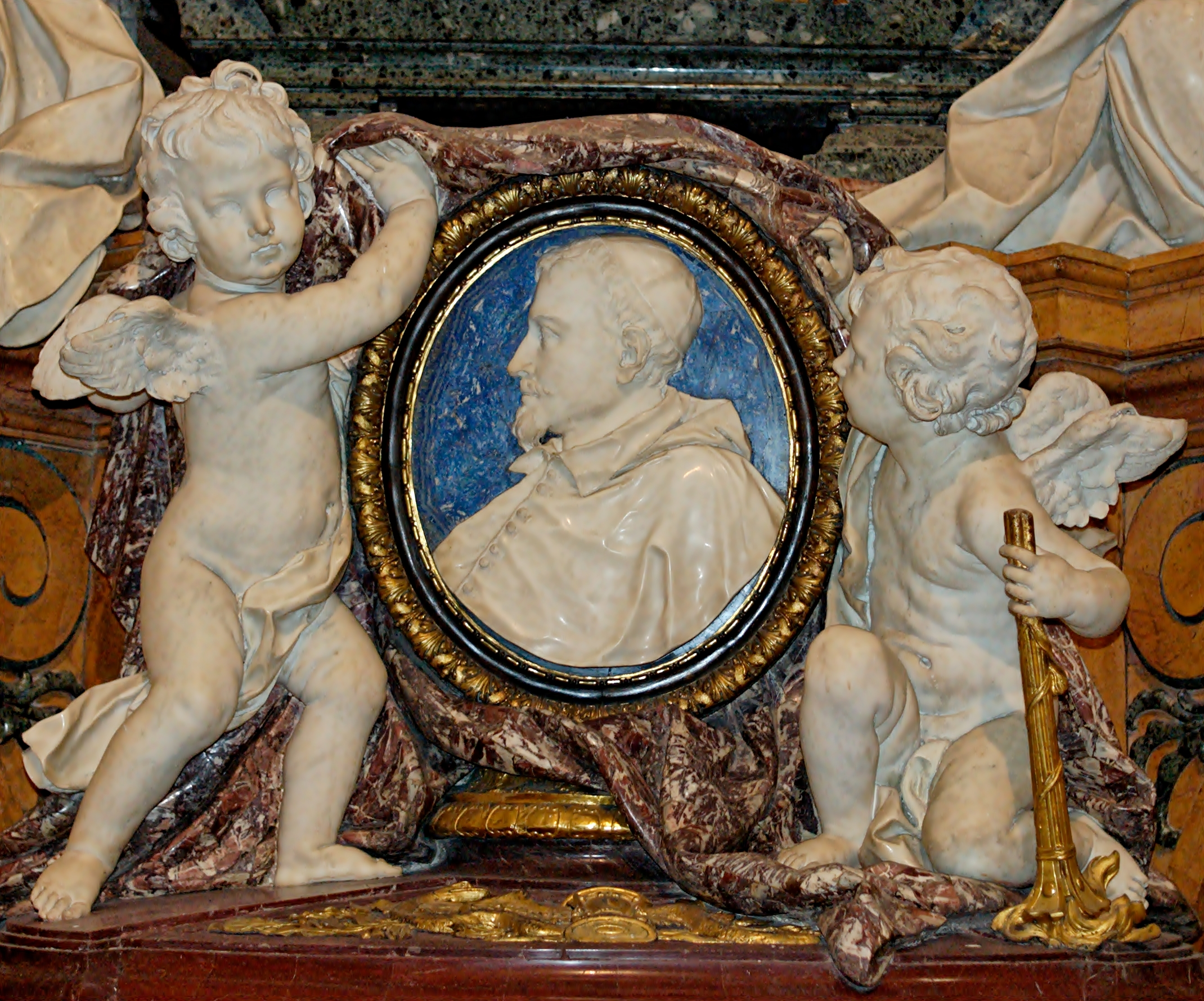
Медальон с портретом кардинала Лудовико Людовизи. Деталь надгробия
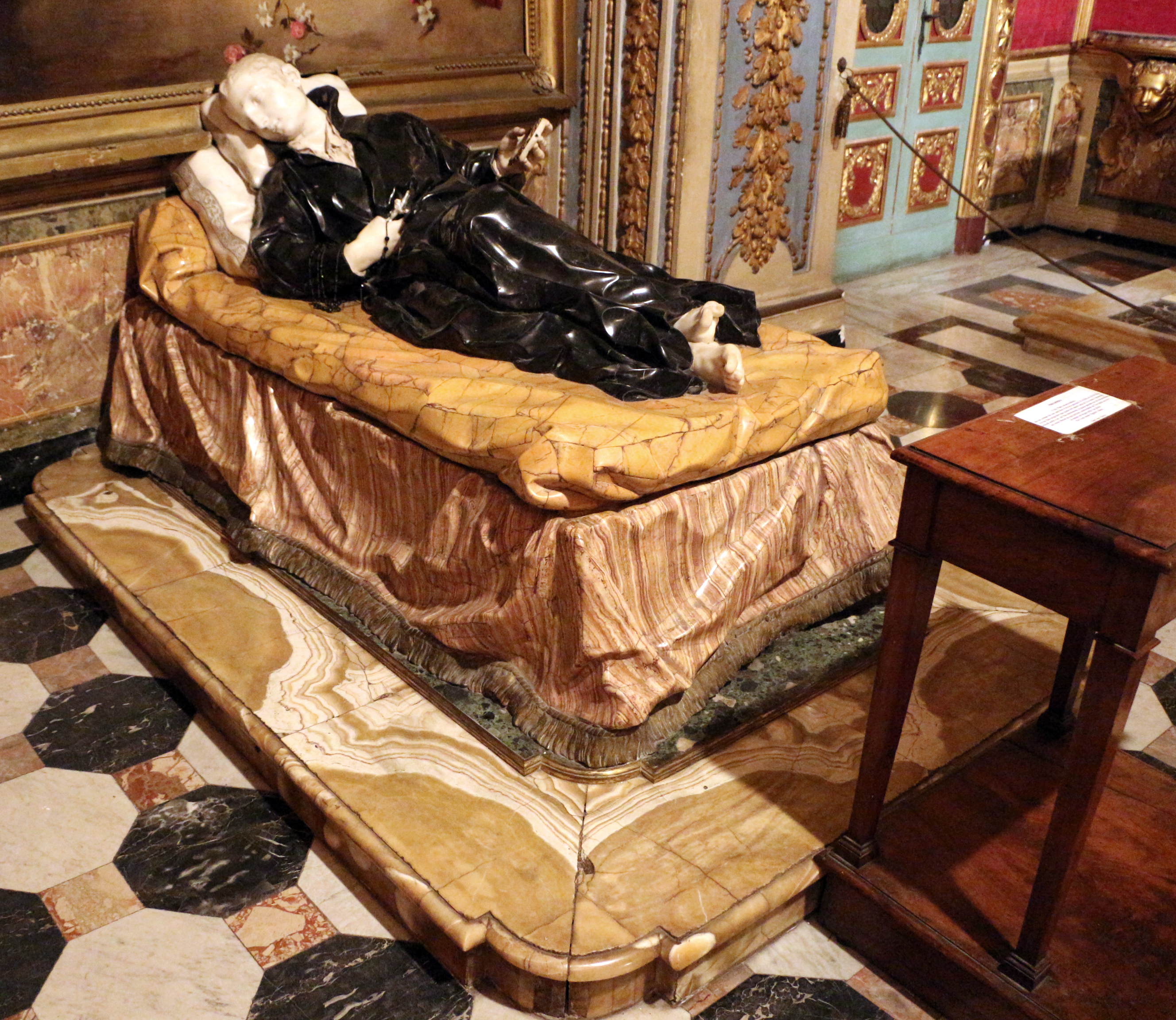
Надгробие  Святого Станислава Костки. 1702–1703. Церковь Сант-Андреа-аль-Квиринале, Рим
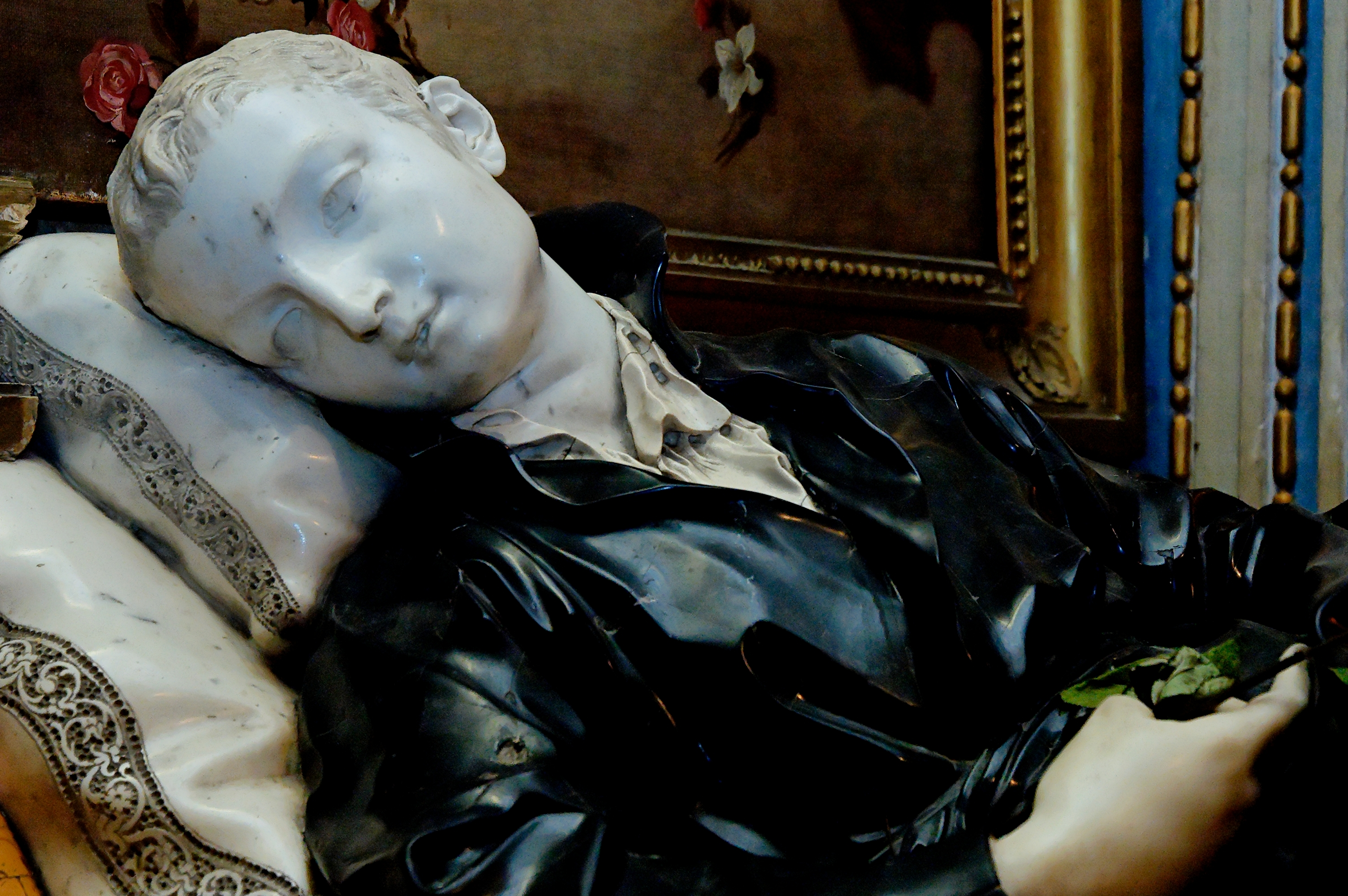
Деталь надгробия